# Col de la Sentinelle
Le col de la Sentinelle est un col des Alpes françaises situé sur le territoire de la commune de Jarjayes, dans le département des Hautes-Alpes.

## Géographie
Le col de la Sentinelle est accessible par la D 942a, depuis Jarjayes, au sud, ou Gap, au nord.

## Ascensions cyclistes
Le Tour de France est passé par ce col à dix reprises, offrant à chaque fois une arrivée à Gap. Voici les coureurs qui ont franchi les premiers le col :
- 1950 : Raphaël Géminiani  France
- 1951 : Armand Baeyens  Belgique
- 1953 : Wout Wagtmans  Pays-Bas
- 1956 : Jean Forestier  France
- 1958 : Gastone Nencini  Italie
- 1960 : Louis Rostollan  France
- 1965 : Giuseppe Fezzardi  Italie
- 1970 : Primo Mori  Italie
- 1996 : Rolf Sørensen  Danemark
- 2006 : Salvatore Commesso  Italie (14e étape)
- 2019 : Matteo Trentin  Italie (17e étape)